# Acontarache somaliensis
Acontarache somaliensis là một loài bướm đêm trong họ Noctuidae.